# 日本おいしい小説大賞
日本おいしい小説大賞(にほんおいしいしょうせつたいしょう) は、小学館主催、キッコーマン・神姫バス・日本味の宿協賛による、日本の文学賞である。小説家にとって腕の見せ所とも言われている食の描写に秀でたフィクションの書き手の発掘を目的として、2018年に創設された。創設の理由として、書籍購買の主要層である30代～50代の女性からどんな小説を読みたいのかアンケートを取ると、「食にまつわる話」という回答の比率が非常に高いことが挙げられている。選考委員は、直木賞作家の山本一力、作家の柏井壽、放送作家・脚本家の小山薫堂の3名。公募方式で行われ、対象は、古今東西の「食」をテーマとするエンターテインメント小説、ミステリー・歴史小説・時代小説・SF・ファンタジー等、ジャンルは不問とされている。大賞賞金は300万円。

## 受賞作一覧
| 回（年度）         | 賞   | 受賞者     | 受賞作                         | 選考委員                 |
| ------------------ | ---- | ---------- | ------------------------------ | ------------------------ |
| 第1回（2020年2月） | 受賞 | 古矢永塔子 | 『七度洗えば、こいの味』       | 山本一力 柏井壽 小山薫堂 |
| 第1回（2020年2月） | 候補 | 佐久そるん | 『氷と蜜』                     | 山本一力 柏井壽 小山薫堂 |
| 第1回（2020年2月） | 候補 | 氷月あや   | 『ハツコイ・ウェーブ！』       | 山本一力 柏井壽 小山薫堂 |
| 第1回（2020年2月） | 候補 | 深町汐     | 『殻割る音』                   | 山本一力 柏井壽 小山薫堂 |
| 第2回（2020年9月） | 受賞 | 幸村しゅう | 『私のカレーを食べてください』 | 山本一力 柏井壽 小山薫堂 |
| 第2回（2020年9月） | 候補 | 秋田柴子   | 『ころつけ亭へいらっしゃい』   | 山本一力 柏井壽 小山薫堂 |
| 第2回（2020年9月） | 候補 | 藤ノ木優   | 『まぎわのごはん』             | 山本一力 柏井壽 小山薫堂 |
| 第2回（2020年9月） | 候補 | 村崎なぎこ | 『山とかき氷』                 | 山本一力 柏井壽 小山薫堂 |
| 第3回（2021年8月） | 受賞 | 村崎なぎこ | 『百年厨房』                   | 山本一力 柏井壽 小山薫堂 |
| 第3回（2021年8月） | 候補 | 岩石岩魚   | 『マツシロの山』               | 山本一力 柏井壽 小山薫堂 |
| 第3回（2021年8月） | 候補 | 凪         | 『羽釜の神様』                 | 山本一力 柏井壽 小山薫堂 |
| 第3回（2021年8月） | 候補 | 森園ことり | 『まずい飯が食べたくて』       | 山本一力 柏井壽 小山薫堂 |